# Kiss Kiss
Kiss Kiss est un recueil de onze nouvelles de Roald Dahl paru en 1960.
Il remporte le « Prix Edgar-Allan-Poe de la meilleure nouvelle » en 1960.
La première édition en français, aux éditions Gallimard, paraît en 1962. 

## Liste des nouvelles

### La Logeuse(The Landlady)
La Logeuse est une courte nouvelle d'horreur publiée pour la première fois dans le New Yorker.
Billy Weaver est un jeune homme de dix-sept ans qui a voyagé en train de Londres à Bath pour commencer un nouvel emploi. À la recherche d'un logement, il tombe sur une maison d'hôtes et se sent étrangement attiré par son écriteau indiquant "Bed and Breakfast". À travers la fenêtre, il aperçoit un perroquet dans une cage et un teckel endormi sur le sol, ce qu'il trouve réconfortant.
Lorsqu'il sonne à la porte, une propriétaire d'âge moyen lui ouvre immédiatement. Billy découvre que son établissement est extrêmement bon marché et trouve la femme un peu excentrique et distraite, mais très gentille.
Quand Billy signe le registre des visiteurs, il y trouve seulement deux noms, tous deux datant de plus de deux ans : Christopher Mulholland et Gregory W. Temple – des noms qui lui semblent curieusement familiers. La propriétaire invite Billy à prendre un thé, et celui-ci tente de se rappeler où il a déjà entendu ces noms. Il semble se souvenir que Mulholland était un élève d'Eton dont la disparition avait été rapportée dans les journaux. La propriétaire assure à Billy que son Mulholland était étudiant à Cambridge, et elle lui affirme que Mulholland et Temple séjournent toujours à l'étage de sa maison d'hôtes. Elle ajoute que Billy est un beau jeune homme, tout comme les deux autres invités.

### William et Mary(William and Mary)
William et Mary est une nouvelle de Roald Dahl, publiée pour la première fois en 1959 et incluse dans son recueil Kiss Kiss en 1960.
Mary Pearl reçoit une lettre de son mari récemment décédé, William, un homme qui faisait preuve d’abus émotionnels en raison de son caractère dominateur.
Dans cette lettre, William raconte comment Landy, un médecin, l’a approché au sujet de son cancer six semaines avant sa mort. Le docteur lui a proposé de subir une procédure, qu'il détaille longuement. Le cerveau de William serait retiré de son corps après sa mort et relié à un cœur artificiel. Son cerveau serait immergé dans une solution de Ringer. L’un de ses yeux pourrait également être conservé, car le nerf optique est en réalité une extension du cerveau. Bien que le médecin ne soit pas certain que le cerveau puisse retrouver sa conscience, il reste optimiste.
William réagit d'abord violemment à cette suggestion, mais au fil de leur discussion, il s’y montre plus favorable. Il s’inquiète initialement du phénomène de membre fantôme, craignant que, réduit à un simple cerveau, il puisse subir un terrible traumatisme en désirant l’usage de son corps. Cependant, il écrit qu’il a finalement accepté l’idée, étant très attaché à son cerveau et appréciant la possibilité qu’il puisse continuer à vivre. Il ajoute qu’au moment où Mary lira la lettre, la procédure aura déjà été réalisée depuis une semaine, et il lui suggère de contacter le docteur Landy.
Mary réfléchit aux nombreuses fois où William avait critiqué son comportement et s'indigne à l’idée qu’il ait pu subir une opération aussi "perverse". Depuis la mort de son mari, Mary s’est rebellée contre ses restrictions : elle a acheté une télévision et s’est mise à fumer, deux choses que William avait désapprouvées, comme le montrent des flashbacks. Cependant, elle décide finalement de contacter Landy.
La procédure s’est déroulée aussi bien que possible, et William a retrouvé conscience deux jours après. Son œil conservé semble également fonctionner correctement. Mary trouve que l’ancien William, autrefois dominateur, est désormais séduisant dans son impuissance et souhaite le ramener chez elle, affirmant son droit de propriété sur les "restes" de son mari. Landy, surpris par cette réaction, lui conseille de rester veuve et trouve son bonheur nouvellement découvert répugnant.
Alors que l’histoire se termine, William voit Mary en train de fumer et est furieux, son œil exprimant clairement sa colère. Mary s’éloigne, mais pas avant de souffler de la fumée de cigarette dans l’œil de William.